# Надра України
Націона́льна акціоне́рна компа́нія (НАК) «На́дра Украї́ни» — компанія, що реалізує інтереси держави та здійснює інвестиційні проєкти у геологорозвідувальній галузі на території України.
У вересні 2011 року Кабінет міністрів своєю постановою передав управління державними корпоративними правами НАК «Надра України» Державній службі геології й надр України. До складу компанії входять 13 геологорозвідувальних і спеціалізованих підприємств.
Згідно зі статутними даними, завданнями Компанії є:
- проведення пошукових та розвідувальних робіт на родовищах корисних копалин в Україні та поза її межами, а також здійснення переробки окремих видів корисних копалин;
- сприяння залученню інвестицій у розвиток розвідки, розробки та промислової експлуатації родовищ корисних копалин;
- забезпечення поліпшення та нарощування мінерально-сировинної бази держави як основи розвитку видобувних та переробних галузей національної економіки;
- геологічне, гідрогеологічне, інженерно-геологічне та еколого-геологічне вивчення геологічного середовища, в тому числі небезпечних геологічних явищ[3].

## Скандали
У 2009 році перший заступник голови правління Ігор Квятковський обвинуватив в корупційних діях голову правління НАК Олександра Пономаренка й заступника голови Олександра Ровинського.
10 листопада 2014 року Генеральна прокуратура України повідомила про підозру двом колишнім головам НАК і оголосила їхній розшук. 